# Nakharar
Nakharar ((HY)  Նախարար: "primo nato"; plurale Նախարարք Nakhararq) fu un titolo ereditario del più alto ordine dei nobili armeni antichi e medievali.
L'Armenia era divisa in grandi tenute di proprietà di nobili famiglie allargate e governate da un membro di esse, al quale spettava il titolo di nahapet "capofamiglia" o tanuter "padrone di casa". 
Altri membri della famiglia nakharar, a loro volta, governavano porzioni della tenuta di famiglia. 
I Nakhararq con maggiore autorità erano riconosciuti come ishkhan "principi". 
Questo sistema è stato spesso etichettato, a fini pratici, come feudale; tuttavia vi sono differenze con il sistema feudale più tardi adottato in Europa occidentale. 
Ogni tenuta, nel suo complesso veniva effettivamente governata da una sola persona, nondimeno veniva considerata di proprietà dell'intera famiglia allargata, così che, se il governante moriva senza eredi, gli succedeva un membro di un differente ramo della famiglia. 
Inoltre, era consentito vendere una parte della proprietà di famiglia solo ad un altro membro della famiglia o con il permesso dell'intera famiglia allargata. 
Questo può anche spiegare perché le famiglie feudali armene erano normalmente endogamiche, in modo da non disperdere parti della proprietà, come sarebbe successo se avessero dovuto darne parti ad altre famiglie come dote. 
Va inoltre osservato che i matrimoni endogamici avevano anche una motivazione di tipo religioso, soprattutto prima del Cristianesimo, perché il paganesimo armeno favoriva fortemente i matrimoni tra consanguinei. 
Nell'Armenia del IV secolo, come in Partia, grandi territori erano posseduti ereditariamente da famiglie nobili e di fatto governati da un membro di esse. 
Tutta la famiglia allargata era devota al culto degli stessi antenati, viveva in piccoli villaggi fortificati e passava la maggior parte deltempo cacciando e banchettando. 
Inoltre, ogni famiglia nakharar aveva una particolare funzione sociale: 
in Armenia un membro della famiglia degli Arsacidi era scelto come re, che di conseguenza era una sorta di primus inter pares; 
tra i Mamikonidi si nominava lo sparapet "comandante in capo dell'esercito", 
mentre uno dei Bagratidi diventava aspet "comandante della cavalleria" ed incoronava il re in qualità di tagadir, e così via. 
La struttura nakharar rimase immutata per molti secoli e fu infine eliminata durante l'invasione mongola nel XIII secolo. 
Alcuni aspetti del sistema nakharar rimasero intatti in Armenia fino all'inizio del XX secolo, quando la classe nobile fu abolita del tutto dai Bolscevichi.